# Symphonie no 7 de Hanson
Pour les articles homonymes, voir Symphonie no 7.
A sea symphony
Ne doit pas être confondu avec Symphonie no 1 de Vaughan Williams.
La Symphonie no 7 (A sea symphony) est une symphonie chorale composée par Howard Hanson et commandée en 1974 par le National Music Camp (en) pour commémorer sa cinquantième saison à Interlochen (en), Michigan en 1977. Elle a été créée à l'Interlochen Summer Music Camp le 7 août 1977 par l'International Youth Orchestra avec des chanteurs issus du monde étudiant, du personnel et du corps professoral. Elle a été dirigée par le compositeur.
À la fin de sa carrière de musicien (compositeur, enseignant et chef d'orchestre), Hanson était déçu par le peu de compréhension dont il était encore l'objet et par les résultats obtenus. La musique de Hanson se situe entre la musique post-romantique de l'époque précédente et celle des années 1960 et 70 du XXe siècle avec toutes les nouvelles tendances musicales. Hanson est devenu complètement marginalisé. Ayant atteint l'âge de 81 ans, il savait qu'il approchait de sa fin.
Dédiée à Joseph. E. Maddy, fondateur de Interlochen et ami proche de Hanson, la symphonie a été la dernière œuvre symphonique majeure écrite par Hanson. Comme la première symphonie de Ralph Vaughan Williams et la symphonie pour voix de Roy Harris, la symphonie de Hanson utilise des textes de Walt Whitman décrivant le voyage d'exploration de l'océan comme une métaphore de la vie en transit vers la mort. En 1915, Howard Hanson avait déjà mis en musique ces textes pour voix et piano dans son opus 3.
La symphonie comprend trois mouvements:
- Lo! The Unbounded Sea (largamente) (environ 8 minutes);
- The Untold Want (Adagio) (environ 4 minutes);
- Joy! Shipmate, Joy! (Allegretto molto) (environ 6 minutes).

## Note
La symphonie no 1 de Ralph Vaughan Williams porte le même titre et est elle aussi une symphonie chorale.